# Alejandro Vignati (futbolista)
Alejandro Vignati (Buenos Aires, Argentina, 8 de mayo de 1997) es un futbolista argentino. Juega de delantero.

## Trayectoria
Vignati migró al FK Velez Mostar de Bosnia como préstamo con opción de compra en julio de 2018 desde La Catedral FC, un centro de formación deportiva juvenil de Buenos Aires. Vignati fue la primera venta de un jugador al extranjero de la institución.
El Velez Mostar fichó al jugador, y tras pasar a préstamo al NK Bosna Visoko de la segunda división bosnia en 2019, el delantero fichó por el Lokomotive Leipzig de la Regionalliga alemana en julio de 2019. Sin embargo no logró debutar en el equipo alemán, y en enero de 2020 dejó el club por acuerdo mutuo.
El 4 de noviembre de 2020 regresó a Argentina y fichó por el Chacarita Juniors. Dejó el club en diciembre de 2021.

## Clubes
| Club                       | País                 | Año       |
| -------------------------- | -------------------- | --------- |
| FK Velez Mostar            | Bosnia y Herzegovina | 2018-2019 |
| NK Bosna Visoko (préstamo) | Bosnia y Herzegovina | 2019      |
| Lokomotive Leipzig         | Alemania             | 2019-2020 |
| Chacarita Juniors          | Argentina            | 2020-2021 |